# Ixiamas
Ixiamas es una localidad y municipio de Bolivia, capital de la provincia de Iturralde en el departamento de La Paz. Se encuentra ubicado al norte del departamento de La Paz, en la región de la Amazonía boliviana. Su capital es el centro poblado de Ixiamas. El municipio tiene una superficie de 36.750 km² y cuenta con una población de 9.362 habitantes (según el Censo INE 2012).

## Historia

### Época precolonial
El área del Madidi, en la que se encuentra el municipio de Ixiamas, forma parte de una región que históricamente estuvo habitada por diversos grupos étnicos, asentados en la zona desde la época prehispánica,los restos arqueológicos, como pinturas rupestres y cerámicas, muestran que los pueblos indígenas del subandino desarrollaron una cultura particular con elementos comunes a las culturas de los bosques tropicales.

### Época colonial
A partir de 1564 se realizaron diversas entradas a la zona amazónica del norte del actual departamento de La Paz, con fines evangelizadores, creando 12 misiones franciscanas desde la ciudad de La Paz. Entre estas encontraba San Antonio de Isiamas, actualmente Ixiamas, la misma que fue fundada el 13 de junio de 1680, sobre el río Etaca, afluyente del Tequeje. Su población estaba conformada por quechuas, aimaras, araonas y tacanas, predominando estos dos últimos. San Antonio de Isiamas se encontraba bajo la jurisdicción de la Real Audiencia de Charcas. Otras fuentes indican que Ixiamas fue fundada como misión en 1721.

### Época republicana
A finales de la época colonial, la región entra en un período de decadencia debido a la guerra de la independencia y al abandono de los pueblos misioneros por parte de los indígenas. Estas misiones resurgen en el año 1837. Durante el Gobierno del Mariscal Andrés de Santa Cruz se crea la provincia Caupolicán que integra la región del norte de La Paz y que por un lapso de 14 años (1842 a 1856) perteneció al departamento del Beni como estrategia ante los desacuerdos con el Perú. La región amazónica donde se ubica Ixiamas se incorporó al mercado mundial a través de la explotación de la quina, a partir de 1832, y posteriormente del caucho, entre 1870 y 1910. En un contexto de población mayoritariamente indígena, este proceso marcó el inicio de la migración de familias criollas y extranjeras, que se establecieron en los centros poblados y llegaron a constituirse en un grupo con influencia política en la región.
Entre 1907 y 1910, el Estado promovió la adjudicación de tierras en la región de Ixiamas con el objetivo de fomentar la actividad ganadera, agrícola y la explotación del caucho. En 1939 bajo la presidencia de Carlos Quintanilla Quiroga el sector de bajo Caupolicán fue convertido en la provincia de Iturralde, constituida por los cantones San Buenaventura, Tumupasa, Ixiamas y San José de Uchupiamonas. En 1963 según Ley 21501 Ixiamas se constituye en la primera sección de la provincia de Iturralde.

## Geografía
Limita al norte con el departamento de Pando, al este con el municipio de Reyes en el departamento del Beni, al sur con el municipio de San Buenaventura y la provincia de Franz Tamayo, y al oeste con la República del Perú.
La región presenta una topografía plana a ondulada, con pendientes moderadas, comprendidas entre 0 y 5 %. La población de Ixiamas cuenta con un límite natural demarcado por el río Etaca y tiene un radio urbano de 2.500 m.
El municipio presenta características ecológicas muy variadas, lo cual determina una alta diversidad biológica tanto a nivel de fauna como de flora.

### Recursos hídricos

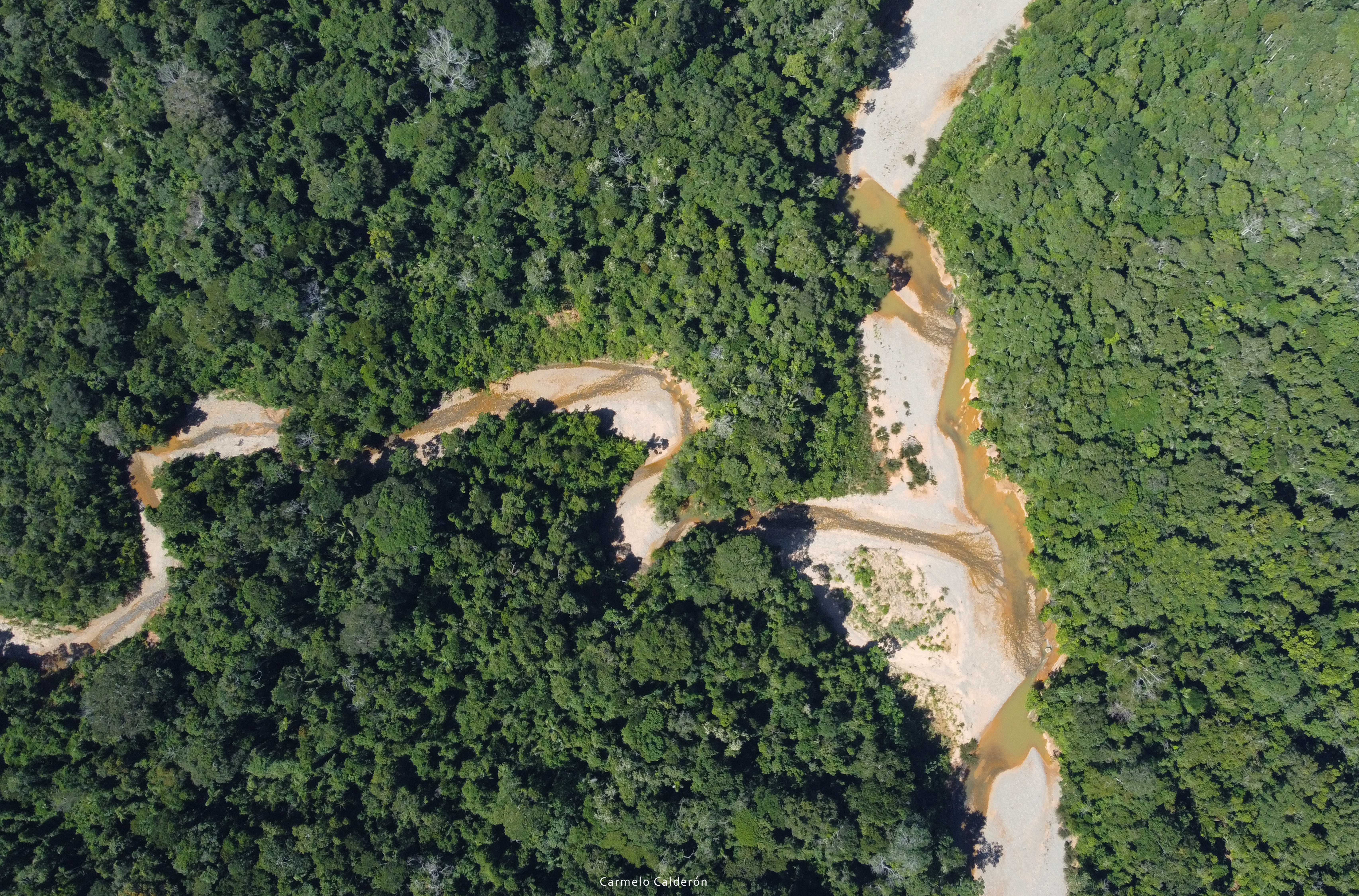
Vista de dron del río Madidi en la parte oriental del Parque Nacional Madidi.

Ixiamas tiene un gran potencial hídrico con decenas de ríos de acuerdo a las siguientes subcuencas:
Subcuenca Beni Ixiamas (desde la confluencia con Laguna Sayuba hasta confluencia con río Madidi)
Abarca principalmente el municipio de Ixiamas, en el departamento de La Paz, y Reyes, en el departamento del Beni, con un área aproximada de 8143,9 km².
Subcuenca Madidi
Esta cuenca se ubica en su totalidad dentro del municipio de Ixiamas, drena un área de aproximadamente 12.776,3 km².
Subcuenca Bajo Madre de Dios
Esta subcuenca abarca la región que corresponde a la parte baja de la cuenca del río Madre de Dios. Los límites de esta cuenca están determinados desde la confluencia con el Río Tambopata en Puerto Maldonado (Perú) hacia el oeste, hasta su confluencia con el río Beni en el noreste.
Subcuenca Heath
Esta cuenca fronteriza es compartida por Perú y Bolivia, el río Heath se constituye en el límite político entre ambos países desde su nacimiento hasta su confluencia con el río Madre de Dios en la localidad boliviana de Puerto Heath.
Subcuenca Tambopata
Esta subcuenca se encuentra dentro la subcuenca secundaria del río Madre de Dios, pertenece en un 95% a la República del Perú, sólo una pequeña superficie sobre los ríos Colorado y Lanza están dentro de territorio boliviano.
Recursos minerales
En la región existe explotación aurífera en los ríos Beni y Madre de Dios, actividad que se encuentra en manos de privados.

## Flora
El municipio de Ixiamas es un área que está catalogada como una de las más diversas del mundo. En lo forestal se registraron un total de 112 especies maderables.
De acuerdo a las principales unidades de vegetación identificadas para la zona se mencionan algunas de sus potencialidades: El Bosque sub. - andino forma parte del corredor de bosque montano protegido entre Perú y Bolivia. Por otro lado es un área de captación y regulación térmica e hídrica para la zona.
En cuanto a especies con potencial forestal están el cedro, el pino de monte, algunas especies de Juglans, Weinmania, Nectandra, Ocotea y Ficus entre las más importantes.
La posibilidad de cultivos de granos es otro gran atractivo potencial de la zona, además de tubérculos y raíces como la ajipa, el camote, el isaño y la racacha entre los más comunes.
El cultivo de frutos como el plátano, la palta, la papaya, la chirimoya también ofrece un gran valor a estos bosques. Recientemente el cultivo de stevia rebaudiana, una hierba a partir de la que se elabora edulcorante natural, está adquiriendo gran importancia.
En el bosque pie de monte, la zona de confluencia entre el Bosque Sub. – andino y el Bosque de penillanura, se encuentra la mayor diversidad de árboles registrados para Bolivia acompañado de la gran oferta alimenticia para la fauna silvestre.
En el bosque de penillanura se posee más de 100 especies no maderables, utilizadas por las comunidades indígenas como alimenticias, medicinales, o artesanales.
Finalmente, el complejo de sabanas constituye un lugar apto para la conservación de especies amenazadas con gran potencial para el turismo.

### No maderables
En cuanto a las especies que proveen productos forestales diferentes a la madera, como frutos, látex, gomas, resinas, medicinas, etc. y que igualmente merecen ser objeto de un aprovechamiento ordenado, están Theobroma cacao (cacao), Bertholletia excelsa (castaña), Euterpe precatoria (asaí), Virola sebifera (sangre de toro, gabú), Uncaria tomentosa (uña de gato), Bactris gasiapaes (palmito) y Ficus insípida (ojé), entre las más importantes El uso puede ser alimenticio, medicinal o artesanal entre las categorías más importantes.

## Fauna
La fauna en el municipio es abundante debido a la presencia del parque nacional y Área Natural de Manejo Integrado Madidi, las especies amazónicas son las de mayor importancia.
Los bosques húmedos montanos y premontanos de la región andina y las sabanas albergan una particular biodiversidad que se debe a la abundante segregación altitudinal de especies emparentadas y a la presencia de numerosas formas locales

### Mamíferos
Se estima que el municipio de Ixiamas alberga aproximadamente 240 especies de mamíferos en sus diferentes ecosistemas. La unidad ecológica con mayor diversidad en mastofauna es el bosque siempreverde estacional de la penillanura del suroeste de la Amazonia, con un total estimado de 195 especies, este tipo de bosque ocupa una extensa superficie hacia el norte del municipio.

### Aves
En el parque Madidi la riqueza de especies estimada es de 1158 (867 especies registradas y 291 especies probables), cifra que representaría el 83% de la avifauna del país.
Aún no se conoce a profundidad avifauna que habita en el bosque siempreverde estacional de la penillanura del suroeste de la Amazonia al norte del municipio, por esta razón es difícil estimar el número total de especies. Los datos disponibles a la fecha nos indican que la mayor diversidad se encuentra en el bosque siempreverde subandino del suroeste de la Amazonia, con 600 especies.

### Reptiles
El municipio de Ixiamas alberga 112 especies de reptiles, la mayor diversidad fue encontrada en el bosque del piedemonte del suroeste de la Amazonia (149 especies).

### Anfibios
Alberga aproximadamente 110 especies, la mayor diversidad se encuentra en el bosque del piedemonte del suroeste de la Amazonia.

### Peces
El conocimiento de la ictiofauna del municipio, en gran parte se remite a los estudios realizados en el río Beni, Madidi, Madre de Dios, Manurimi y sus alrededores afluentes.
Se han registrado más de 192 especies y se considera la presencia probable de 104 especies más, alcanzando un total estimado de 296 especies que representarían el 51% de la ictiofauna del país.

## Organización territorial
Ixiamas está constituida legalmente por 5 distritos, conformados por 37 comunidades, de las cuales 31 cuentan con personería jurídica y 6 se encuentran en trámite.
En la jurisdicción territorial se encuentran 3 Tierras Comunitarias de Origen (TCOs): la TCO Tacana I y la TCO Araona, y está en proceso de titulación la TCO Tacana II (Madre de Dios), y un Concejo Indígena de Comunidades Tacanas de Ixiamas (CICOTI).
En la jurisdicción municipal cohabitan comunidades originarias y campesinas (lugareñas y migrantes).
Las comunidades pertenecientes a la TCO Tacana están representadas por el Concejo Indígena de Comunidades Tacana de Ixiamas (CICOTI) y por el Concejo Indígena de Pueblo Tacana (CIPTA), y las comunidades colonas se encuentran afiliadas a la Federación Sindical de Productores Agropecuarios de la Provincia Abel Iturralde FESPAI.
Los distritos de Ixiamas son los siguientes:
I Ixiamas
II Tahua
III Carmen del Emero
IV Esperanza del Madidi V Madre de Dios

## Demografía
De acuerdo con el censo boliviano de 2024, la población del municipio de Ixiamas es de 12 487 habitantes.
La población del municipio se triplicó entre 1992 y 2024:
| Año  | Habitantes (municipio) | Habitantes (localidad) | Fuente                  |
| ---- | ---------------------- | ---------------------- | ----------------------- |
| 1992 | 3 618                  | 1 256                  | Censo boliviano de 1992 |
| 2001 | 5 625                  | 1 733                  | Censo boliviano de 2001 |
| 2012 | 9 362                  | 3 968                  | Censo boliviano de 2012 |
| 2024 | 12 487                 |                        | Censo boliviano de 2024 |

### Composición demográfica
El área rural fue habitada por indígenas tacanas y araonas, asentados en la zona desde la época precolonial y se mantienen actualmente en la jurisdicción municipal.
Tacanas
Desde sus orígenes, la población de Ixiamas ha estado constituida por la etnia tacana.
La acción misional franciscana de la ciudad de La Paz fue determinante en la cultura actual de los tacanas, además de las influencias culturales quechua y aimara. 
Parques
Los tacanas de la provincia de Iturralde se encuentran entre dos áreas protegidas: la Reserva de la biosfera y tierra comunitaria de origen Pilón Lajas y el parque nacional Madidi, en la frontera con el Perú. Existen comunidades tacanas aisladas dentro del parque.
Las comunidades tacanas se encuentran al norte de Ixiamas y a lo largo del río Beni, Puerto Pérez, Las Mercedes, Toromonas y el Tigre.
La actividad castañera es la principal actividad de los tacana II, seguido por la caza, la pesca y después por la crianza de animales domésticos y la venta de trabajo.
Los principales productos cultivados son el arroz y el maíz, y el destino es principalmente para la subsistencia.
La caza para los tacanas es la segunda actividad más importante. En la mayoría de las comunidades la fauna silvestre se constituye en la principal fuente de proteínas, además partes de algunos animales son utilizadas para fines artesanales, rituales, medicinales y varias especies son criadas como mascotas.
Araonas
El primer contacto con los araonas, fue realizado por los misioneros Mancini y Codenach, en 1867. De ellos, fueron reducidos a misión tan sólo los trasladados a Ixiamas y Tumupasa. Con la explotación del caucho, se dispersaron hacia el norte de la provincia.
El territorio indígena araona fue creado por Decreto Supremo 23108 en 1992 y contempla una extensión de 92.000 hectáreas, recientemente declarada como TCO, aunque se sigue gestionando la ampliación del territorio debido a la amenaza de las empresas explotadoras de maderas y cuartoneros.
Los araonas han constituido su propia organización indígena: la Capitanía Araona, representado por un “Capitán” la cual busca su independencia de la misión de nuevas tribus.
El pueblo araona está afiliado a la Central Indígena de la Región Amazónica de Bolivia (CIRABO) y a la Confederación de Pueblos Indígenas de Bolivia (CIDOB).
Los araonas, realizan actividades agrícolas, sin producción de excedentes, con destino al mercado.
Sus principales productos son la yuca, el plátano, el camote, la walusa y el maíz. La principal actividad que los vincula con el mercado es la recolección y venta de la castaña (almendra amazónica), a comerciantes llegan, en sus propias embarcaciones, desde la ciudad de Riberalta en el departamento del Beni a través del río Madre de Dios.
Campesinos
La mayor parte de la población campesina responde a un nivel de mestizaje con los primeros exploradores de la ciudad de La Paz, conservando sus usos, costumbres y modos de vida diferenciados de los grupos étnicos y de colonización.
Área de colonización
La población de asentamientos nuevos se compone de colonos de los diferentes departamentos del país principalmente de Cochabamba y Potosí, donde mantienen su idioma y prácticas ancestrales.
La población joven, por la influencia del comercio y los medios de comunicación, vive un proceso de modernización en el sentido de un abandono gradual de sus costumbres y cultura.
Uso y ocupación del espacio
Ixiamas es un municipio predominantemente rural, la mayor parte de las comunidades son pequeñas, con una población menor a los 200 habitantes aproximadamente. Las comunidades con mayor población son: Tahua, Macahua, El Tigre del Alto Madidi, Carmen del Emero, Esperanza del Madidi y Las Mercedes.
En porcentaje la población rural presenta el 58%, mientras que el 42% de la población vive en el área “urbana”, centro poblado de Ixiamas, capital del municipio.

## Clima
En Ixiamas el clima es tropical monzónico - cálido que se comporta con relativa homogeneidad en el espacio y cierta estacionalidad en el tiempo. Se distingue también una estacionalidad temporal, que definen la “época de lluvias” desde noviembre a marzo donde se tienen las lluvias más intensas con la máxima en febrero (307 mm), y la época seca desde abril a octubre donde las precipitaciones se reducen hasta 80 mm en agosto.
La exagerada precipitación pluvial especialmente de noviembre a marzo en los últimos años causa inundaciones en las comunidades asentadas sobre las riberas de los ríos Beni, Madidi, Madre de Dios y Manurimi, afectando sus cultivos y animales.
La temperatura media anual es de 27 °C. con las máximas en octubre y diciembre (>33 °C.) mientras que las mínimas en julio (23 °C). lo que significa una oscilación térmica anual de ± 4 °C.
Durante los últimos 60 años la temperatura se ha incrementado en 0.5 °C lo que confirma la existencia de un calentamiento y que puede derivar en cambios en los ecosistemas.

## Transporte
Ixiamas se ubica a 537 kilómetros por carretera al norte de La Paz, la sede de gobierno de Bolivia, actualmente la población de ixiamas exige la apertura de la carretera hacia la ciudad de La Paz para la integración departamental la cual consiste en la Ruta 16 (Bolivia).
Desde La Paz, la carretera nacional Ruta 3 recorre más de 320 km en dirección noreste hasta Yucumo, desde allí la Ruta 8 recorre 99 km en dirección noroeste hasta los pueblos vecinos de Rurrenabaque y San Buenaventura y luego la Ruta 16 recorre 115 km más al noroeste hasta llegar a Ixiamas. Una vez terminada, la continuación de esta carretera continuará hasta Cobija en el extremo noroeste del territorio boliviano, pero actualmente aún se encuentra en etapa de planificación.
Ixiamas tiene una pista de aterrizaje de 1.500 metros de largo en el extremo occidental de la ciudad, con vuelos eventuales hacia ciudades del departamento de La Paz  y la capital paceña.